# Туатига
Туатига је ненасељено острвце у саставу атола Нукунону у оквиру острвске територије Токелау у јужном делу Тихог океана. Налази се у источном делу атола, између острваца Патику и Хилакене. Прекривено је тропским растињем.